# نینگوی
نینگوی (نام علمی: Ningaui) نام یک سرده از تیره ستبردمان است.

## گونه‌ها
- نینگوی ونگای, Ningaui ridei
- نینگوی پیلبارا, Ningaui timealeyi
- نینگوی جنوبی, Ningaui yvonneae